# Lucky McKee
Lucky McKee (Jenny Lind, 1º novembre 1975) è un regista, sceneggiatore e attore statunitense.
È conosciuto per avere diretto il film May nel 2002.

## Biografia
McKee è nato e cresciuto a Jenny Lind, in California. La sua carriera di regista ha inizio con il film May. Successivamente dirige il decimo episodio della serie TV Masters of Horror, Creatura maligna. Nel 2006 ha diretto Il mistero del bosco, mentre nel 2014 la sua notorietà è aumentata ulteriormente per aver diretto il remake di All Cheerleaders Die.

## Filmografia

### Regista
- May (2002)
- Creatura maligna (Sick Girl), episodio di Masters of Horror - serie TV (2006)
- Il mistero del bosco (The Woods) (2006)
- Red, co-regia con Trygve Allister Diesen (2008)
- Blue Like You - cortometraggio (2008)
- The Woman (2011)
- All Cheerleaders Die (2013)
- Ding Dong, episodio del film Tales of Halloween (2015)
- Blood Money (2017)
- Kindred Spirits (2019)
- They Once Had Horses, episodio del film Deathcember (2019)
- Old Man (2022)

### Sceneggiatore
- May, regia di Lucky McKee (2002)
- Roman, regia di Angela Bettis (2006)
- Red, regia di Trygve Allister Diesen e Lucky McKee (2008)
- Blue Like You, regia di Lucky McKee - cortometraggio (2008)
- The Woman, regia di Lucky McKee (2011)
- All Cheerleaders Die, regia di Lucky McKee (2013)
- Darlin', regia di Pollyanna McIntosh (2019)

### Attore
- Evil Demon Golfball from Hell!!!, regia di Rian Johnson - cortometraggio (1996)
- May, regia di Lucky McKee (2002)
- The Big, Weird Normal, regia di Zach Passero (2002)
- Roman, regia di Angela Bettis (2006)
- Blue Like You, regia di Lucky McKee - cortometraggio (2008)